# Ro (kana)
ろ în hiragana sau ロ în katakana, (romanizat ca ro) este un kana în limba japoneză care reprezintă o moră. Caracterul hiragana este scris cu o singură linie, iar caracterul katakana cu trei linii. Kana ろ și ロ reprezintă sunetul pronunție în japoneză [ɽo] ~ [ɺo] ⓘ.
Originea caracterelor ろ și ロ este caracterul kanji 呂.

## Folosire în limba ainu
În limba ainu, katakana minuscul ㇿ reprezintă sunetul r final după sunetul a (オㇿ = or).

## Forme
| Formă                                   | Rōmaji          | Hiragana       | Katakana       | Cuvinte exemplare                           |
| --------------------------------------- | --------------- | -------------- | -------------- | ------------------------------------------- |
| Fără semne diacritice: r- (ら行 ra-gyō) | Ro              | ろ             | ロ             |                                             |
| Fără semne diacritice: r- (ら行 ra-gyō) | Rou Roo Rō, roh | ろう ろお ろー | ロウ ロオ ロー | ローラースケート rōrāsukēto (roller skater) |

## Ordinea corectă de scriere
|                                      |
| Ordinea corectă de scriere pentru ろ |

|                                      |
| Ordinea corectă de scriere pentru ロ |

## Alte metode de scriere
- Braille:

| －・ ・・ －－ |

- Codul Morse: ・－・－